# Белуга (Аляска)
Белуга (англ. Beluga) — переписна місцевість (CDP) в США, в окрузі Кенай штату Аляска. Населення — 34 особи (2020).

## Географія
Белуга розташована за координатами 61°11′29″ пн. ш. 151°11′10″ зх. д. / 61.19139° пн. ш. 151.18611° зх. д. (61.191294, -151.186027).  За даними Бюро перепису населення США в 2010 році переписна місцевість мала площу 261,12 км², з яких 259,24 км² — суходіл та 1,88 км² — водойми.

## Демографія
Згідно з переписом 2010 року, у переписній місцевості мешкало 20 осіб у 10 домогосподарствах у складі 4 родин. Густота населення становила 0 осіб/км².  Було 53 помешкання (0/км²).
Расовий склад населення:
| - 90,0 % — білих - 10,0 % — корінних американців |

До двох чи більше рас належало 0,0 %. Частка іспаномовних становила 0,0 % від усіх жителів.
За віковим діапазоном населення розподілялося таким чином: 10,0 % — особи молодші 18 років, 60,0 % — особи у віці 18—64 років, 30,0 % — особи у віці 65 років та старші. Медіана віку мешканця становила 55,5 року. На 100 осіб жіночої статі у переписній місцевості припадало 233,3 чоловіків;  на 100 жінок у віці від 18 років та старших — 350,0 чоловіків також старших 18 років.
Цивільне працевлаштоване населення становило 2 особи. Основні галузі зайнятості: будівництво — 100,0 %.